# Прапор Чапель (Самбірський район)
Прапор Чапель — офіційний символ села Чапель, Самбірського району Львівської області, затверджений 30 грудня 1998 року рішенням сесії Чаплівської сільської ради.
Автор — А. Гречило.

## Опис
Квадратне синє полотнище, по діагоналі з верхнього краю від древка йде хвиляста біла смуга (завширшки в 2/9 сторони прапора), обабіч неї стоять дві білі чаплі.

## Зміст
Чаплі є номінальними символами і вказують на назву села. Хвиляста смуга уособлює річку Стривігор, що протікає по території місцевої громади.